# 布霍韋齊克
47°49′5″N 31°53′1″E / 47.81806°N 31.88361°E
布霍韋齊克（烏克蘭語：Буховецьке），是烏克蘭中部的村莊，隸屬基洛夫格勒州的克羅皮夫尼茨基區。該村面積1.216平方公里，海拔高度90米，2001年人口583，人口密度每平方公里479.44人。